# Jupiter Davibe
Jupiter Davibe, de son vrai nom Ibrahima Bah (né le 14 août 1989, à Cotonou), est un rappeur, chanteur et compositeur guinéen.

## Biographie
Jupiter Davibe, originaire de Daralabe, naît le 14 août 1989 à Cotonou et passe une bonne partie de son enfance au Bénin. Dès l'âge de sept ans, il participe à des spectacles et d'autres cérémonies organisés dans son quartier, influencés par des musiciens comme Angélique Kidjo, Alpha Blondy, MC Solaar.
Jupiter Davibe commence entre 2005 et 2008, participe à des projets musicaux et sort son premier single⁣⁣, Jamais loin un featuring avec Nasty Nesta et en 2009, il lance son propre label Davibe music. En 2013, Jupiter chante Fallait que je te dise. En 2022, À l’occasion de la célébration des 15 ans de la radio Espace fm, il partage la scène au côté de Youssoupha,,.
Le 17 janvier 2025, Jupiter Davibe organise une release party pour dévoiler les titres de son nouvel album Fabelan Chapitre II. 

## Activisme
Jupiter Davibe devient, en 2021, ambassadeur du livre lors de la 13eéditions des 72 heures du livre de Conakry au même titre que l'humoriste ivoirien Adama Dahico et les chanteuses Natou Camara et Sira Condé.

## Discographie

### Singles
- 2013 :  Il fallait que je te dise (Remix) (feat. Soul Bang's, Jah Killa, Giovanni, Mic Flammez et Kella Da Mickillah)[17]
- 2019 : I'm in Love (feat. DTM)[18]
- 2020 : M’bifè (feat. Gwada Maga)[19]
- 2021 : Bull it (feat. Fish Killa)[20]

## Prix et reconnaissance
- 2010 : « meilleur single RnB de l'année » aux R&R Awards au Bénin[21],[22] ;
- 2013 : « meilleur single Rnb groove » et « meilleure vidéo de l'année » aux Benin Urban Music Awards[21] ;
- 2018 : « révélation africaine de l'année écoulée » aux African Moove Music Awards[23],[21] ;
- 2020 : « meilleur album afropop  » aux Titanium Music Awards Bénin[24].